# Anton von Behr
Max Bernhard Anton von Behr (* 7. September 1849 in Dönhofstädt, Kreis Rastenburg, Ostpreußen; † 8. März 1931 in Naumburg) war ein deutscher Architekt, preußischer Baubeamter, Denkmalpfleger und Architekturschriftsteller.

## Leben

### Herkunft
Anton von Behr war ein Sohn des aus Peterwitz in Westpreußen stammenden Heinrich Dietrich Otto Ferdinand von Behr († 1880 in Schnellwalde). Nach dem Besuch des Altstädtischen Gymnasiums in Königsberg (Reifeprüfung 1834) und einem anschließenden Studium der Theologie war der Vater von 1845 bis 1856 Pfarrer der evangelisch-reformierten Gemeinde Dönhoffstädt und zuletzt Superintendent der Diözese Mohrungen.

### Werdegang
Nach dem Besuch einer höheren Schule und der Absolvierung des zu dieser Zeit noch verbindlichen Bau-Eleven-Jahres studierte Anton von Behr an der Berliner Bauakademie. Nach Ablegung der Ersten Staatsprüfung trat er unter Ernennung zum Königlichen Regierungsbauführer im Jahr 1874 in den Dienst des preußischen Ministeriums der öffentlichen Arbeiten.
Nach mehrjähriger Tätigkeit als Regierungsbauführer (Referendar) legte Anton von Behr im Februar 1881 die zweite Staatsprüfung (Baumeister-Prüfung) mit anschließender Ernennung zum Königlich Preußischen Regierungsbaumeister (Assessor) ab. Auf Vorschlag der Königlichen Technischen Ober-Prüfungs-Kommission bewilligte der Minister der öffentlichen Arbeiten Anton von Behr im Juli 1881 in Anerkennung seiner während der Prüfung dargelegten Talente ein Stipendium über 1800 Mark zur Vervollkommnung seiner Kenntnisse auf Studienreisen. Diese führte ihn 1882 nach Italien, wo er insbesondere das Werk des Renaissance-Baumeisters Baldassare Peruzzi studierte, des „Rafael unter den Architekten“. Nach seiner Rückkehr erhielt von Behr dann die erste große Bauaufgabe zugewiesen, in der Übertragung der besonderen Bauleitung über das Regierungsgebäude in Breslau und in der Folge in gleicher Position bei den Um- und Erweiterungsbauten der Regierung in Hildesheim.
Die Region um Hildesheim und Goslar bestimmte in der Folge bis 1901 sein weiteres Schaffen. Nachdem er dieses Amt bereits im laufenden Jahr kommissarisch wahrgenommen hatte, wurde von Behr mit Ausgang des Jahres 1890 als Kreis-Bauinspektor in Goslar angestellt. Dort zeichnete er für den Entwurf und die Ausführung zahlreicher kleinerer Bauten verantwortlich, darunter Arbeiterwohnhäuser, Stallungen und Scheunen auf Domänen, Förstereien und Schulhäuser. Hervorzuheben ist aus dieser Zeit seine Tätigkeit im Rahmen der Wiederherstellungsarbeiten an der Kaiserpfalz in Goslar. Anton von Behr hatte sich dennoch für größere Aufgaben bewährt, woraus nach seiner Beförderung zum Regierungs- und Baurat zum 1. Oktober 1901 seine Versetzung als Hochbaudezernent an die Königliche Regierung in Coblenz folgte.
Als Hochbaudezernent in Koblenz zeichnete von Behr für alle technischen Angelegenheiten, mit Ausschluss der Bauangelegenheiten der Volksschulverwaltung, der Forst- und der Domänenverwaltung, der Justiz und der Gefängnisverwaltung verantwortlich. Zu seinem Geschäftsbereich gehörte insbesondere die Unterhaltung und der Schutz der Altertümer und die Denkmalpflege (so auch die staatlichen Schlösser in Koblenz und Stolzenfels). Doch bereits im März 1904 wurde eine mögliche erneute Versetzung von Behrs erörtert; zum 1. Juli 1904 erfolgte seine Umsetzung in gleicher Stellung zur Königlichen Regierung in Trier.
Seine letzte Stellung trat von Behr im Juni 1912 an. Bis zu seiner Pensionierung zum 1. Oktober 1919 wirkte er noch als Hochbaudezernent bei der Königlichen Regierung in Köslin. Kriegsbedingt war die Bautätigkeit während dieser Jahre aber nur gering.
Nach seiner Pensionierung zog sich Anton von Behr als Geheimer Baurat in Ruhe nach Naumburg an der Saale zurück. Er war verheiratet und hatte vier Kinder, darunter den Kunsthistoriker und Regierungsbauführer Heinrich (Heinz) von Behr, der 1909 an der Technischen Hochschule in Berlin mit der Arbeit Die Porta Nigra in Trier zum Dr. Ing. promovierte. Heinz von Behr war im Jahr 1910 als wissenschaftlicher Mitarbeiter bei der Kommission für die Denkmälerstatistik unter Paul Clemen eingestellt worden und mit den Vorarbeiten für das Kunstdenkmälerinventar zu dem Eifelkreis Schleiden befasst. Nach seiner Erkrankung 1914 revidierte und ergänzte sein Vater die von ihm bis dahin erstellten Texte. Zeichnungen und Aufmaße Anton von Behrs fanden darüber hinaus Aufnahme in die Inventare.

## Ehrungen
- 1898: Charakter als Baurat mit dem persönlichen Rang der Räte vierter Klasse[13]
- 1908: Roter Adlerorden IV. Klasse[14]
- 1911: Charakter als Geheimer Baurat[15]

## Werk

### Bauten und Entwürfe (Auswahl)
- 1882–1886: Königlich Preußische Regierung in Breslau (Entwurf: Geheimer Baurat Friedrich Endell im Ministerium der öffentlichen Arbeiten (1882); besondere Bauleitung durch Anton von Behr unter der Oberaufsicht des Baurats Knorr)[16]
- 1887–1889: Um- und Erweiterungsbau der Königlich Preußischen Regierung in Hildesheim (Entwurf: Geheimer Baurat Friedrich Endell im Ministerium der öffentlichen Arbeiten; besondere Bauleitung bis Ende 1889 durch von Behr, danach durch Landbauinspektor Rösener)[17]
- 1890–1900: Wiederherstellungsarbeiten an der Kaiserpfalz in Goslar (Leitung der Ausführung)[18]
- 1904–1911: Wiederherstellungsarbeiten am Dom zu Trier (Behr war als Vertreter der Staatsbauverwaltung beratend und begutachtend tätig)

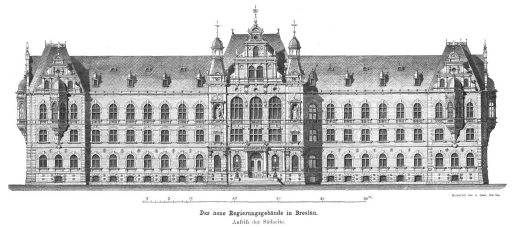
Königlich Preußische Regierung Breslau
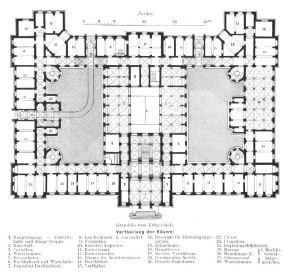
Königlich Preußische Regierung Breslau, Grundriss
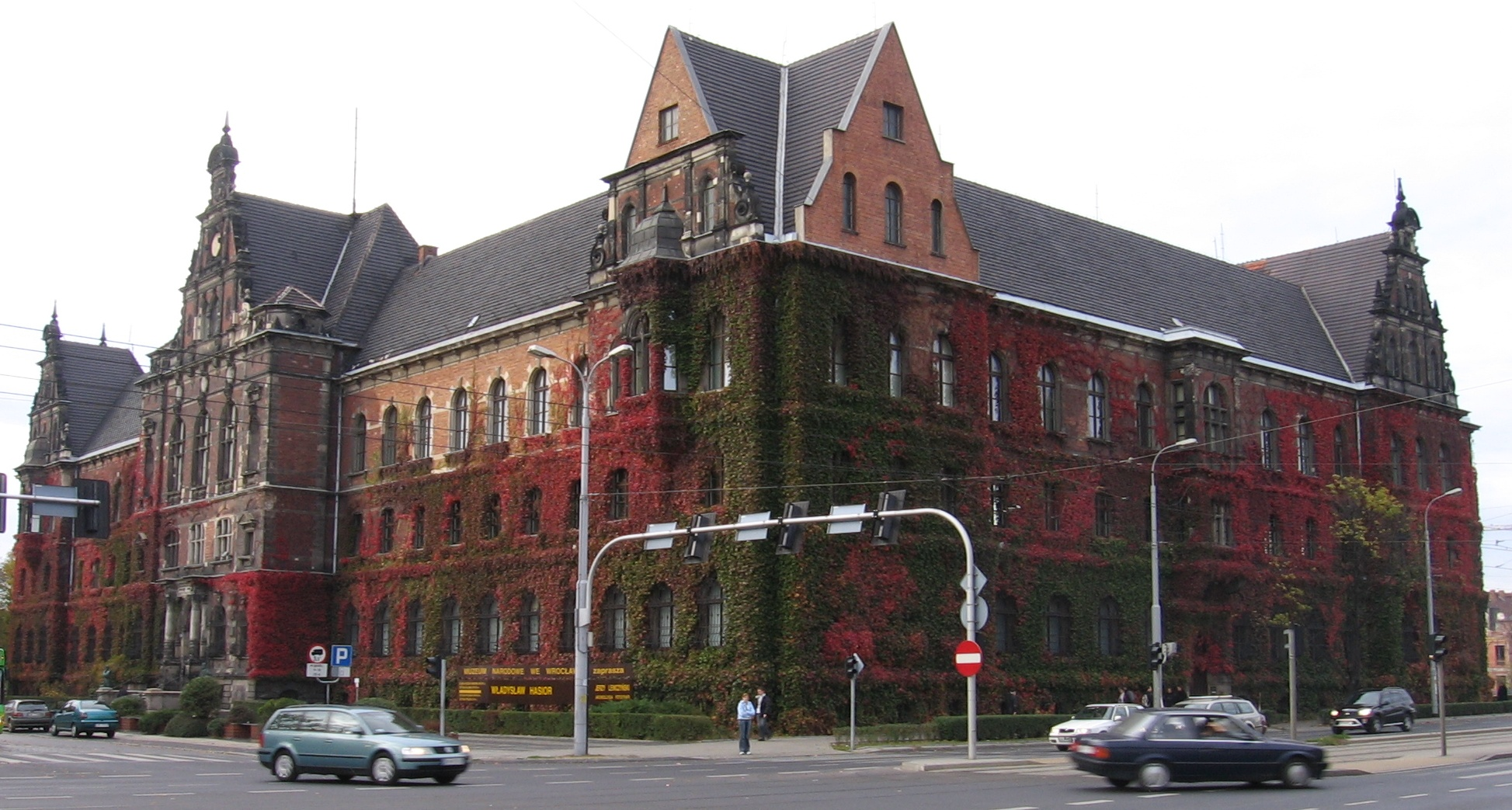
Ehem. Preuß. Regierung in Breslau, heute Nationalmuseum, 2005
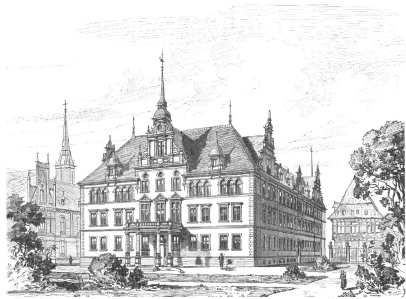
Königlich Preußische Regierung in Hildesheim, Westseite
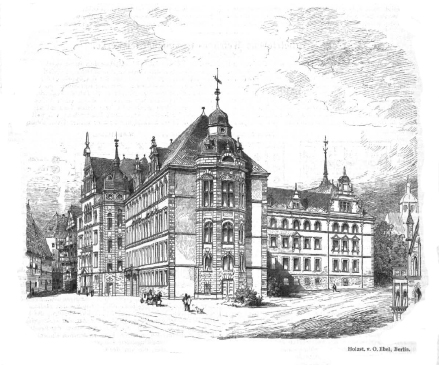
Königlich Preußische Regierung in Hildesheim, Nordostseite
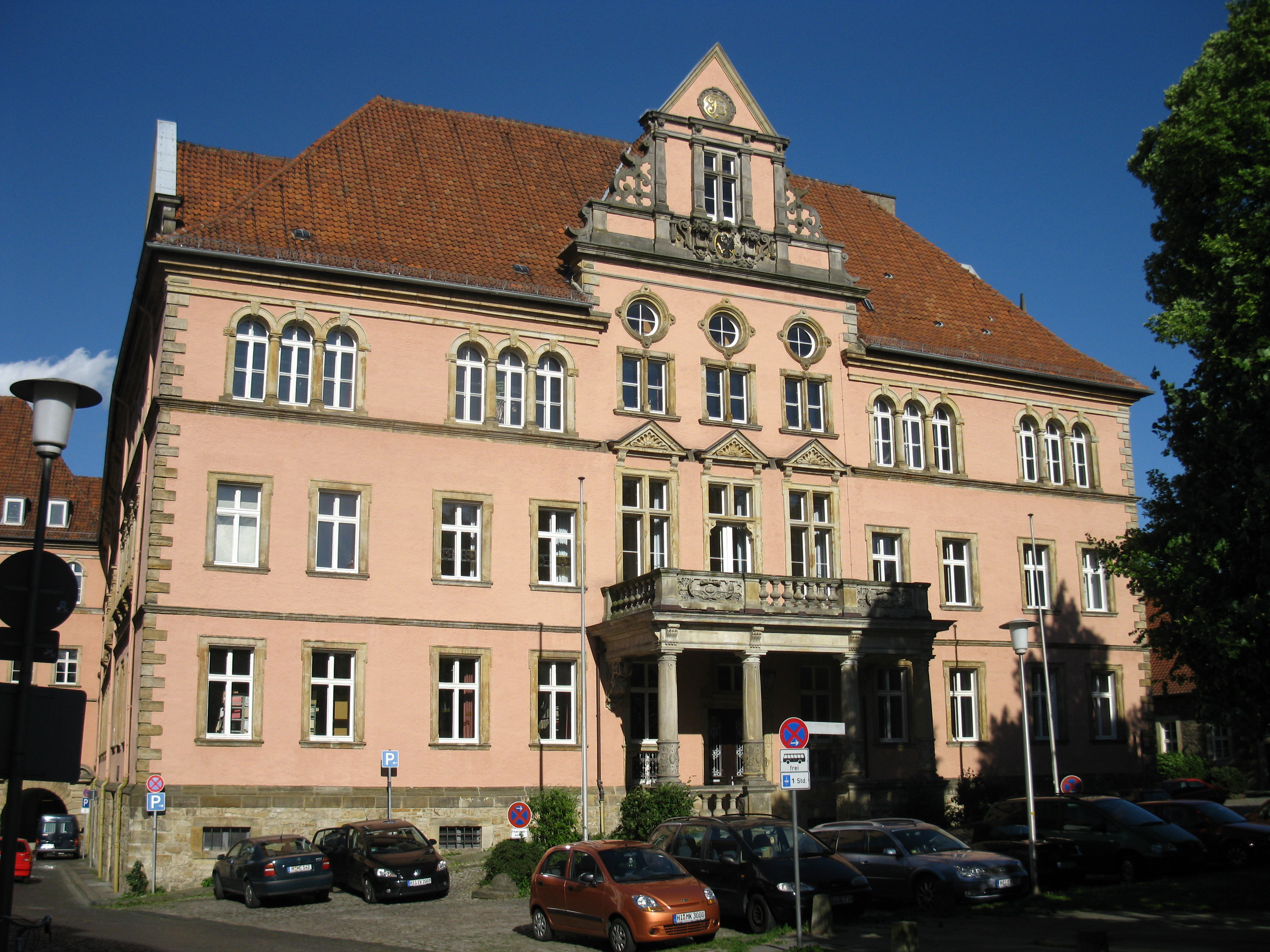
Ehem. Preuß. Regierung in Hildesheim, 2009
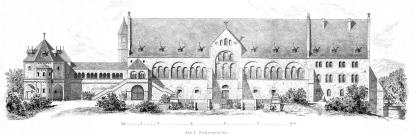
Die Kaiserpfalz in Goslar
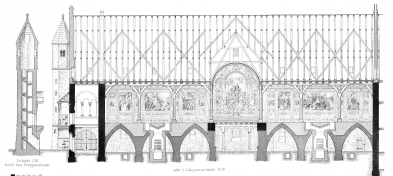
Kaiserpfalz in Goslar, Längsschnitt
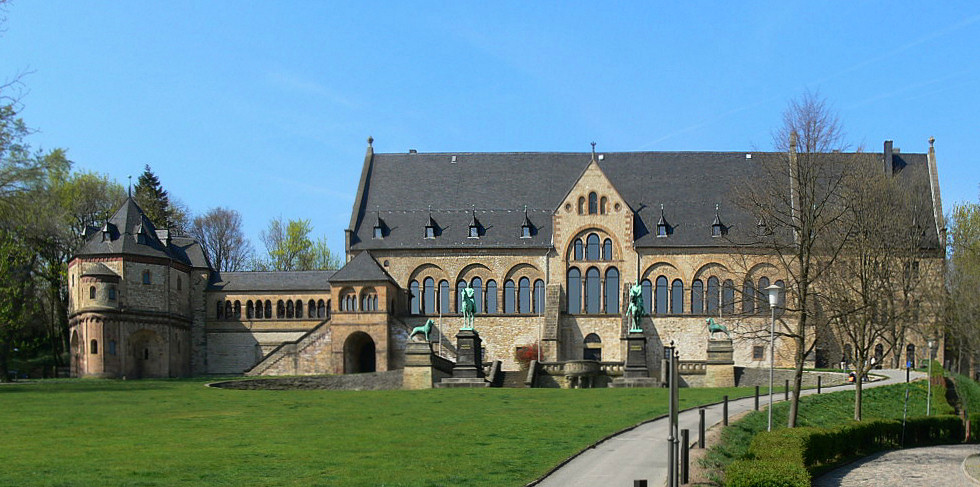
Die Kaiserpfalz in Goslar, 2007

### Schriften
- Schutz eiserner Deckenträger gegen Feuer. In: Centralblatt der Bauverwaltung. 8. Jahrgang 1888, Nr. 5 (vom 4. Februar 1888), S. 63.
- Klosterhof von Sanct Martin in Siena, ein Werk Baldassare Peruzzis. In: Centralblatt der Bauverwaltung. 8. Jahrgang 1888, Nr. 9 (vom 3. März 1888), S. 103–104.
- Gebälk aus den Bädern des Agrippa in Rom. In: Centralblatt der Bauverwaltung. 8. Jahrgang 1888, Nr. 13 (vom 31. März 1888), S. 147–148.
- Wandmalereien im Hildesheimer Domkreuzgang. In: Centralblatt der Bauverwaltung. 8. Jahrgang 1888, Nr. 32a (vom 15. August 1888), S. 356 (betreffend der Wiederherstellungsarbeiten am Dom).
- Aufbringung einer Turmspitze ohne Gerüst. In: Centralblatt der Bauverwaltung. 9. Jahrgang 1889, Nr. 12 (vom 28. März 1889), S. 110 (im Zuge der Um- und Erweiterungsarbeiten des Regierungsgebäudes in Hildesheim).
- Reise-Zeichenbrett zum Rollen. In: Centralblatt der Bauverwaltung. 9. Jahrgang 1889, Nr. 48a (vom 4. Dezember 1889), S. 466.
- Führer durch Hildesheim und Umgebung. Mit besonderer Berücksichtigung der alten Fachwerkhäuser. Lax Verlag, Hildesheim 1889 (14. Aufl. 1935).
- Die Bau- und Kunstdenkmäler der Provinz Ostpreußen von Adolf Boetticher. (Bücherschau), In: Centralblatt der Bauverwaltung. 12. Jahrgang 1892, Nr. 17 (vom 23. April 1892), S. 178–179, Nr. 23 (vom 4. Juni 1892), S. 247 und Nr. 52 (vom 24. Dezember 1892), S. 568.
- Probeaufstellung von Reiterstandbildern vor dem Kaiserhause in Goslar. In: Centralblatt der Bauverwaltung. 18. Jahrgang 1898, Nr. 15 (vom 9. April 1898), S. 171.
- Die Kunstdenkmäler Ostpreußens von Adolf Bötticher. (Bücherschau) In: Centralblatt der Bauverwaltung. 18. Jahrgang 1898, Nr. 26a (vom 29. Juni 1898), S. 309–310.
- Johannes Heise †. In: Centralblatt der Bauverwaltung. 19. Jahrgang 1899, Nr. 33 (vom 29. April 1899), S. 200.
- mit Uvo Hölscher: Die Kunstdenkmäler der Stadt Goslar. (=Kunstdenkmäler der Provinz Hannover, II. Regierungsbezirk Hildesheim, Teil 1 und 2), Hannover 1901 (Neudruck 1979, ISBN 3-87898-157-0). (Digitalisat)
- mit Karl Ludwig Leimbach und Hermann Cuno: Das Kaiserhaus zu Goslar: Kurze Angaben über seine Geschichte, Wiederherstellung und Ausschmückung. Lax Verlag, Hildesheim 1901 (7. Aufl. 1935).
- Romanischer Bogen im Königlichen Schlosspark in Fischbach in Schlesien. In: Zeitschrift für Bauwesen. 52. Jahrgang 1902, Heft IV bis VI, Sp. 205–208 sowie Atlas zur Zeitschrift für Bauwesen. 52. Jahrgang 1902, Blatt 28.
- Das Kaiserhaus und der Dom zu Goslar. In: Zentralblatt der Bauverwaltung. 42. Jahrgang 1903, Nr. 103 (vom 26. Dezember 1903), S. 646–648.
- Rheinische Fachwerkbauten: Aus den Regierungsbezirken Koblenz und Trier, von Rhein und Mosel, Eifel, Westerwald. 1905.
- Beiläufiges und Nachklänge vom sechsten Denkmaltage. (Bamberg), In: Zentralblatt der Bauverwaltung. 25. Jahrgang 1905, Nr. 87 (vom 28. Oktober 1905), S. 541–544 und Nr. 89 (vom 4. November 1905), S. 52–554.
- Die romanischen Baudenkmäler von Hildesheim. Von Adolf Zeller. (Bücherschau) In: Zentralblatt der Bauverwaltung. 28. Jahrgang 1908, Nr. 45 (vom 6. Juni 1908), S. 312–313.
- Bissula redivira. Heitere Bilder aus den römisch-deutschen Grenzlanden. Von Paul Rowald (Bücherschau). In: Zentralblatt der Bauverwaltung. 28. Jahrgang 1908, Nr. 27 (vom 4. April 1908), S. 200.
- Baugeschichtlicher Führer durch Trier: Nebst einer Zeittafel aus Anlass des X. Tages für Denkmalpflege zu Trier. 1909.
- Die römische Villa in Nennig in: Zeitschrift für Bauwesen 59. Jahrgang 1909, Heft VII bis IX, Sp. 313–336 (= Aufarbeitung einer Niederschrift des vormaligen Regierungs- und Baurats in Trier, Friedrich Seyffarth).
- Die römischen Baudenkmäler in und um Trier – architektonische Betrachtungen über ihre Bedeutung und Instandhaltung.(= Sonderabdruck aus Trierer Jahresbericht I, 1908), Kommissionsverlag der Fr. Lintz’schen Buchhandlung, Trier 1909.
- Die Wiederherstellung des Domes in Trier. In: Zeitschrift für Bauwesen. 64. Jahrgang 1914, Heft I bis III, Sp. 67–92 sowie Atlas zur Zeitschrift für Bauwesen. 64. Jahrgang 1914, Blatt 6–11.
- Der sogenannte römische Kaiserpalast in Trier. Von Prof. Dr. E. Krüger, Direktor des Provinzialmuseums in Trier. (Bücherbesprechung) In: Zentralblatt der Bauverwaltung. 35. Jahrgang 1915, Nr. 88 (vom 3. November 1915), S. 577–581.
- Deutsche Forschungen in Abessinien (Bücherschau). In: Zentralblatt der Bauverwaltung. 36. Jahrgang 1916, Nr. 17 (vom 26. Februar 1916), S. 125–128 und Nr. 19 (vom 4. März 1916), S. 137–142 (Zur deutschen Aksumforschung, die Kaiser Wilhelm II. im Jahre 1906 nach Aufforderung durch Kaiser Memelik von Abessinien anordnete).
- Kriegerehrungen und germanische Vorzeit. In: Zentralblatt der Bauverwaltung. 40. Jahrgang 1920, Nr. 75 (vom 18. September 1920), S. 470–172.
- Zur 900 Jahr-Feier der Michaeliskirche in Hildesheim. In: Zentralblatt der Bauverwaltung. 42. Jahrgang 1922, Nr. 79 (vom 30. September 1922), S. 473–476.